# Molí de Pas de Montblanc
Molí de Pas de Montblanc és un antic molí fariner de dues moles a la vora del riu Francolí al seu pas per la Vila Ducal de Montblanc (Conca de Barberà). És una obra inclosa en l'Inventari del Patrimoni Arquitectònic de Catalunya.

## Descripció
Es conserva encara bona part de l'estructura quadrada medieval de l'edifici, sobre la qual s'ha sobreposat una nou habitatge. A la façana principal, la que mira al riu Francolí, destaca la seva porta adovellada medieval amb arc de mig punt. A la façana sud s'hi pot veure encara una antiga espitllera de defensa. A la part del darrere del molí es conserva en bona part l'antiga bassa amb els dos cacaus.